# Francis Xavier (cầu thủ bóng đá)
Francis Xavier (cầu thủ bóng đá) (sinh ngày 20 tháng 3 năm 1993) là một cầu thủ bóng đá người Ấn Độ thi đấu ở vị trí Tiền đạo cho Gokulam Kerala FC ở I-League.

## Sự nghiệp

### Gokulam FC
Vào tháng 1 năm 2017, Francis Xavier gia nhập đội bóng mới Gokulam Kerala FC.

## Thống kê sự nghiệp
| Câu lạc bộ          | Mùa giải            | Giải vô địch        | Giải vô địch | Giải vô địch | Cúp Liên đoàn | Cúp Liên đoàn | Cúp Durand | Cúp Durand | AFC     | AFC       | Tổng    | Tổng      |
| Câu lạc bộ          | Mùa giải            | Hạng đấu            | Số trận      | Bàn thắng    | Số trận       | Bàn thắng     | Số trận    | Bàn thắng  | Số trận | Bàn thắng | Số trận | Bàn thắng |
| ------------------- | ------------------- | ------------------- | ------------ | ------------ | ------------- | ------------- | ---------- | ---------- | ------- | --------- | ------- | --------- |
| Gokulam Kerala F.C. | I-League 2017–18    | I-League            | 3            | 0            | 0             | 0             | 0          | 0          | 0       | 0         | 0       | 0         |
| Tổng cộng sự nghiệp | Tổng cộng sự nghiệp | Tổng cộng sự nghiệp | 3            | 0            | 0             | 0             | 0          | 0          | 0       | 0         | 0       | 0         |